# 津島の田植踊
津島の田植踊（つしまのたうえおどり）は、福島県双葉郡浪江町津島に伝わる民俗芸能の田植踊である。国の選択無形民俗文化財・福島県指定無形民俗文化財。
この田植踊は浪江町津島の、上津島、下津島、南津島、赤宇木の、4つの集落に伝わる豊作祈願の予祝芸能であり、かっては旧暦の1月14日・15日・17日に行われていたが、現在は新暦で行われ、初日の14日に各集落のそれぞれの神社に奉納された後、依頼された家々を巡って踊られる。
長襦袢を着て緞子を締め手拭のねじり鉢巻をして大きなふくべを持った「鍬頭」、紋付羽織袴で脇差をさし扇子を持って歌をうたう「種下ろし」2人、紋付の袷に奴帯を締めて尻をはしょり白股引に脚絆を付け太鼓とバチを持った「太鼓打ち」2人、絣の着物で尻をはしょりささらを持った「ささら摺り」2人と、数人の江戸褄を着ておこそ頭巾をかぶり、四つ竹・扇子を持った「早乙女」によって演じられるが、このうち「ささら摺り」のみ14～5歳の少年で、あとは全員成年男性である。
鍬頭の口上に始まり、「種まき」「田植え」「稲刈り」「稲扱き」「籾摺り」「唐箕吹き」「上がりはか」などの曲目が踊られ、最後に鍬頭が祝言を述べる。